# Famille Gaon
Pour les articles homonymes, voir Gaon.
La famille Gaon (var. Gacon, Chacon) est une famille de notables juifs séfarades qui compte parmi les familles juives les plus riches et influentes de Vitoria, avant l'expulsion des Juifs d'Espagne, en 1492.
Les membres les plus éminents de cette famille sont :
- Don Gaon, principal collecteur des taxes de fermage sous le règne d'Henri IV de Castille. Il fait partie de la suite de celui-ci lors de son voyage au travers du Pays basque vers San Juan de Luz, situé à la frontière franco-espagnole. Lors de son séjour à Fuenterrabia, le roi envoie Don Gaon collecter le tribut de Guipuzcoa. Les habitants de cette ville, considérant cette demande comme un empiètement sur leurs vieux droits statutaires, mettent Gaon à mort, lors de son arrivée à Tolosa, le 6 mai 1463. Le roi fait immédiatement route vers la ville avec une troupe de cavalerie afin de réparer l'outrage. Il fait abattre la maison dans laquelle Don Gaon a été assassiné, mais les habitants, renonçant à leurs privilèges, obtiennent le salut de la ville.
- Eliezer Gaon, fils du précédent, marchand à Vitoria. En 1482, il assure la charge de collecteur d'impôts à Vitoria, avec Eleazar Tello et Moïse Balid.
- Samuel Benjamin Gaon, fait partie, avec Moïse Balid, Ismael Moratan (président de la communauté), Samuel de Mijaneas, ainsi qu'Aviatar et Jacob Tello, d'une délégation de notables juifs venue faire don irrévocable du Judemendi (la « colline des Juifs », sur laquelle se trouve le cimetière juif, attenant au quartier juif de la ville) et de toutes ses dépendances, au nom de la communauté juive, le 27 juin 1492, à la ville de Vitoria, en reconnaissance pour les bonnes conditions de vie dont ils ont joui dans la ville. Ils demandent toutefois que le terrain ne soit jamais labouré, ce qui sera respecté jusqu'en 1952[1].